# Brezoi
Brezoi è una città della Romania di 6 990 abitanti, ubicata nel distretto di Vâlcea, nella regione storica dell'Oltenia. 
Fanno parte dell'area amministrativa anche le località di Călineşti, Corbu, Drăgăneşti, Golotreni, Păscoaia, Proieni, Valea lui Stan e Văratica.